# Brighton Rock (roman)
Brighton Rock is een roman uit 1938 van de Engelse schrijver Graham Greene. Het verhaal is een thriller en speelt zich af in de jaren 30 in de Engelse badplaats Brighton. 
Pinkie Brown is een crimineel uit een klein plaatsje wiens bende beschermgeld opeist bij de racebaan van Brighton. Pinkie geeft de opdracht tot de dood van zijn rivaal Fred. De politie gelooft echter dat het om een natuurlijke dood gaat. Ida Arnold, die Fred vlak voor zijn dood ontmoette, gelooft dit niet en probeert de waarheid te achterhalen. Ze vindt een getuige die kan bewijzen dat het moord was, maar om deze haar mond te laten houden trouwt Pinkie met haar. Desalniettemin wordt de grond hem steeds heter onder de voeten.

## Film
De roman werd in 1947 verfilmd onder regie van John Boulting, met Richard Attenborough in een van de hoofdrollen, en in 2010 nogmaals onder regie van Roman Joffe.